# Fariba Nawa

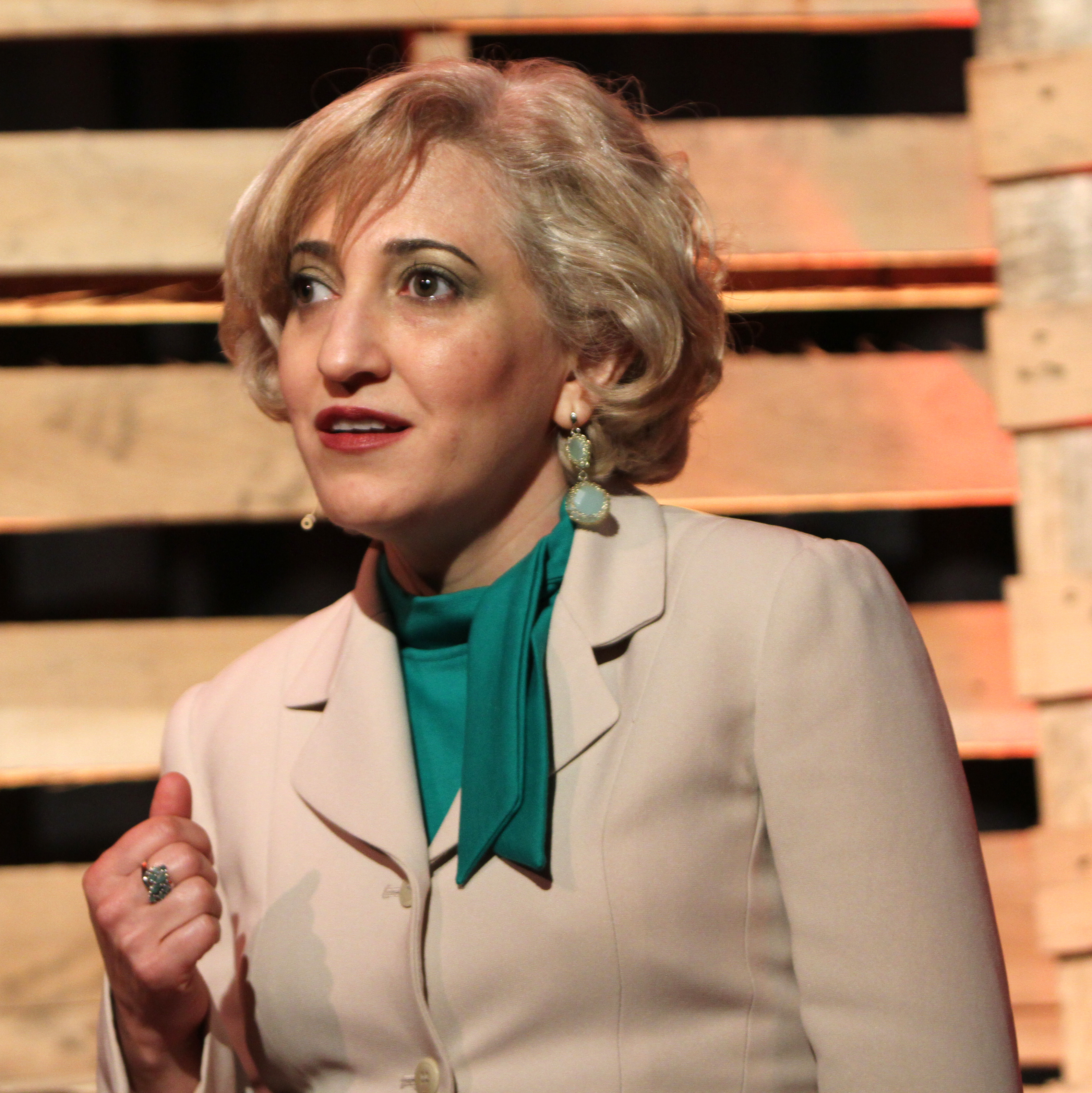
Fariba Nawa TEDxMonterey 2013.

Fariba Nawa (Urdu فاريبا ناوا, geboren 1973) ist eine afghanisch-amerikanische Freelance-Journalistin, die sowohl in Herat und Lashkargah in Afghanistan, als auch in Fremont, Kalifornien, aufgewachsen ist.

## Leben
Nawa wurde in Herat, Afghanistan, in eine einheimische afghanische Familie geboren. Ihre Familie floh während der Sowjetischen Invasion in Afghanistan in den 1980ern nach Amerika. Nawa ist dreisprachig mit Persisch, Arabisch und Englisch aufgewachsen. Im Jahr 2000 wagte sie sich in das von den Taliban kontrollierte Afghanistan, indem sie über den Iran einreiste.
Ihre Reportage „Afghanistan Inc.“ (in Corp Watch) ist eine der Hauptquellen für verschiedene Medien bei Fragen um die Effektivität von Wiederaufbaumaßnahmen in Afghanistan. Darin untersuchte Nawa den Fortschritt des Wiederaufbaus und deckte auf, wohin Entwicklungshilfe-Gelder geflossen sind, wie das System der internationalen Unterstützung wirkt und wie die Wirklichkeit aussieht in Dörfern und Städten, in denen Fremde versuchen, das vom Krieg zerrissene Land wieder aufzubauen.
Ihr Buch Opium Nation wurde im November 2011 veröffentlicht. Darin beschreibt sie mit persönlicher Betroffenheit den Drogenhandel in Afghanistan und seine Auswirkungen für die Ärmsten und die Benachteiligten.
In der Folge trat sie bei der TED-Konferenz in Monterey auf und lehrte Journalismus an der San Francisco State University.

## Auszeichnungen
- Overseas Press Club Scholarship
- One World Media Award
- Project Censored